# رینالدو ویلالوبوس
رینالدو ویلالوبوس (انگلیسی: Reynaldo Villalobos؛ زادهٔ ۹ نوامبر ۱۹۴۰) فیلم‌بردار و کارگردان فیلم اهل ایالات متحده آمریکا است.

از فیلم‌ها یا مجموعه‌های تلویزیونی که وی در آن‌ها نقش داشته‌است، می‌توان به فیلمی از آلن اسمیتی: بسوزان هالیوود بسوزان، نه تا پنج، گاوچران شهری، تجارت پرمخاطره، لیگ برتر، داستانی از برانکس، تقصیر ریو است، معشوق، تجدید دیدار دبیرستانی رومی و میشل، جوانا من، شهر مرزی، بریکینگ بد و بتل‌استار گالاکتیکا اشاره نمود.